# بول بانليفيه
بول بانليفيه (بالفرنسية: Paul Painlevé)‏ سياسي فرنسي (5 ديسمبر 1863-29 أكتوبر 1933) تولى رئاسة الوزارة في الجمهورية الفرنسية الثالثة مرتين:
- من 12 سبتمبر إلى 16 نوفمبر 1917 (أثناء الحرب العالمية الأولى).
- من 17 أبريل إلى 28 نوفمبر 1925.

دفن عقب وفاته في مقبرة العظماء (البانتيون) بباريس.

## روابط خارجية
- بول بانليفيه على موقع الموسوعة البريطانية (الإنجليزية)